# 裵達俊
裵 達俊（ペ・ダルジュン、朝鮮語: 배달준、1936年 - ）は、朝鮮民主主義人民共和国の政治家。国家建設監督相、対外経済協力推進委員会第1副委員長などを歴任した。

## 経歴
1936年に生まれた。チェコに留学し、1966年から平壌都市計画設計事業所に勤務した。1983年に政務院傘下の国家建設委員会副委員長に転じ、1985年から朝鮮建築家同盟中央委員会副委員長を兼任。建築家同盟を代表してポーランドやチェコを訪問した。1992年に対外経済協力推進委員会第1副委員長に転じる。1998年に最高人民会議第10期代議員に選出され、9月5日に開催された最高人民会議第10期第1次会議で国家建設監督相に任命された。2000年2月から朝鮮建築家同盟中央委員会委員長を兼任。
2003年9月に最高人民会議第11期代議員に再選され、9月3日に開催された最高人民会議第11期第1回会議で国家建設監督相に再任された。2004年4月に金日成勲章を受賞。
2009年3月8日に実施された最高人民会議第12期代議員選挙で代議員に再選され、4月9日に開催された最高人民会議第12期第1回会議で収買糧政相に再任された。2011年9月に国家建設監督相を解任されたことが判明した。

## 参考サイト
- 북한정보포털

| 先代国家建設委員会委員長 金応相 | 国家建設監督相1998年 - 2011年 | 次代金錫俊 |